# Big Brown Eyes
Big Brown Eyes (bra: Olhos Castanhos; prt: Aqueles Olhos Negros) é um filme estadunidense de 1936, do gênero comédia dramática criminal, dirigido por Raoul Walsh, e estrelado por Cary Grant e Joan Bennett. O roteiro de Bert Hanlon e do próprio Walsh foi baseado no conto "Hahsit Babe" e no conto homônimo de James Edward Grant, ambos publicados na revista Liberty em 1935.
A trama retrata a história de uma manicure que se vê envolvida na investigação de um roubo em que seu namorado, um detetive, está trabalhando.
Este foi o primeiro dos dois filmes que Bennett e Grant coestrelaram juntos, apesar do fracasso comercial e crítico da produção. Eles foram reunidos novamente em "Wedding Present".

## Sinopse
Eve Fallon (Joan Bennett), uma manicure espirituosa, rapidamente consegue um emprego como repórter para ajudar seu namorado, o detetive da polícia Danny Barr (Cary Grant), em um caso de roubo de joias. Juntos, eles estão determinados a desmantelar a quadrilha de ladrões e solucionar o assassinato de um bebê, um crime ligado a um dos membros do grupo criminoso. Apesar dos desafios, eles permanecem firmes em seu plano de justiça.

## Elenco
- Cary Grant como Detetive Danny Barr
- Joan Bennett como Eve Fallon
- Walter Pidgeon como Richard Morey
- Lloyd Nolan como Russ Cortig
- Alan Baxter como Cary Butler
- Marjorie Gateson como Sra. Chesley Cole
- Isabel Jewell como Bessie Blair
- Douglas Fowley como Benjamin "Benny" Battle
- Henry Brandon como Don Butler
- Joe Sawyer como Jack Scully

## Produção
Fred MacMurray foi originalmente escalado para o papel principal, mas foi substituído por Cary Grant durante a pré-produção.

## Recepção
Os críticos têm considerado o filme como "descartável" e "inconsequente", com "roteiro ruim e atuações geralmente sem inspiração".
Graham Greene, em sua crítica para a revista The Spectator, deu ao filme uma crítica positiva, caracterizando-o como "um filme rápido de gângsteres, bem dirigido e bastante desprovido de sentimentalismo, agradavelmente livre de emoção".
Escritores mais recentes foram mais gentis com o filme. O biógrafo de Cary Grant, Scott Eyman, chamou-o de "uma joia desconhecida no catálogo de Grant, uma comédia dramática ágil ... um filme pre-Code alegremente desacreditado, feito inexplicavelmente depois da aplicação do Código, com diálogos rápidos que antecipam His Girl Friday".
Richard Brody, em sua crítica para a The New Yorker, elogiou os "vigaristas presunçosos e espertinhos do dia a dia que distribuem conversa fiada – ninguém mais do que Grant e Bennett, cujas zombarias muitas vezes lembram um discurso duplo quase Beckettiano. Aqui, Grant oferece os lampejos iniciais das artimanhas ousadas, suaves e intrincadas sobre as quais sua duradoura personalidade cômica é baseada".

### Bilheteria
De acordo com os registros da Paramount Pictures, o filme arrecadou US$ 234.173 nacionalmente e US$ 124.836 no exterior, totalizando US$ 359.009 mundialmente. A produção fez o estúdio perder dinheiro, com um prejuízo de US$ 14.645.